# Họ Quăng

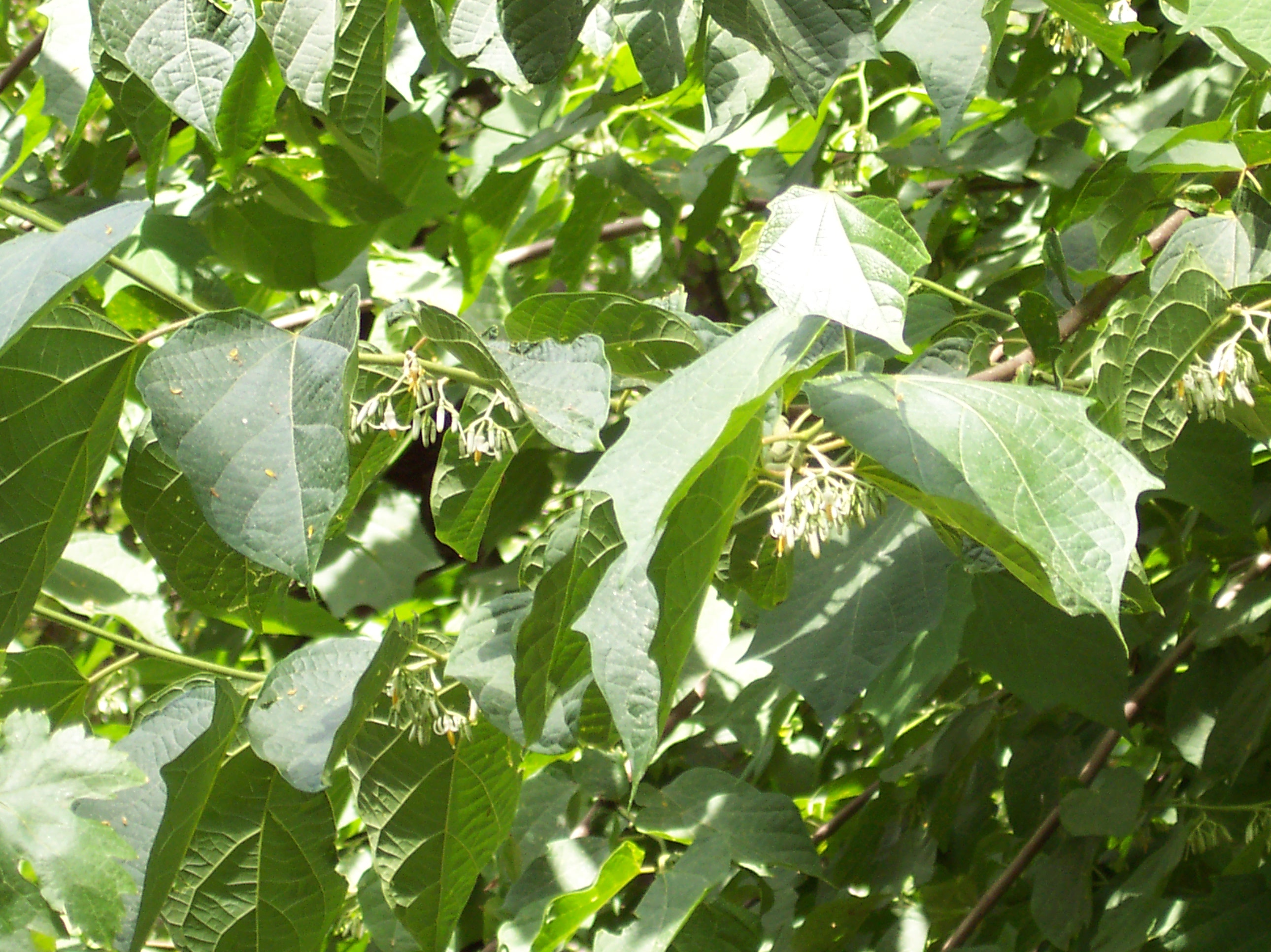
Alangium platanifolium

Họ Quăng (Alangiaceae) là một họ thực vật hai lá mầm từng được công nhận, có quan hệ gần gũi với họ Sơn thù du.
Chi duy nhất thuộc họ này, Alangium, bao gồm 17 loài đã được mô tả.
Hệ thống APG II coi họ Quăng là đồng nghĩa với họ Sơn thù du, nhưng vẫn xem danh pháp này là nom. cons. ( = danh pháp được giữ lại)